# Laced/Unlaced
A Laced/Unlaced Emilie Autumn amerikai énekes-dalszerző negyedik stúdióalbuma. A kétlemezes instrumentális album első lemeze, a Laced Emilie első albumának, az On a Day…-nek az anyagát tartalmazza, a második lemez, az Unlaced pedig Emilie saját szerzeményeit elektromos hegedűre. Az album először korlátozott példányszámban, könyvvel együtt jelent meg 2007. március 9-én, ezt követte a standard kiadás június 15-én.

## Dallista
Minden dal szerzője, producere és előadója Emilie Autumn, kivéve, ahol a szerzőt külön jeleztük.

### Laced
1. La Folia (Corelli) – 10:18
2. Recercada (Ortiz) – 1:43
3. Largo (Bach) – 4:02
4. Allegro (Bach) – 3:21
5. Adagio (Leclair) – 3:36
6. Tambourin (Leclair) – 1:52
7. Willow – 5:49
8. Revelry – 1:56
9. On a Day… – 2:30

Bonus Live Tracks
1. Prologue – 2:07
2. Sonata for Violin & Basso Continuo (Lonati) – 11:45
3. Chaconne (Vitali) – 10:24
4. La Folia (Corelli) – 9:55
5. Epilogue – 5:09

### Unlaced
1. Unlaced – 3:26
2. Manic Depression – 5:25
3. Leech Jar – 4:14
4. A Strange Device – 4:16
5. A Cure? – 3:06
6. Syringe – 3:23
7. Cold – 3:02
8. Face the Wall – 6:50